# Вільям Дозьє
Вільям Дозьє (англ. William Dozier; 13 лютого 1908 — 23 квітня 1991) — американський продюсер та актор кіно та телебачення. Найвідоміший як оповідач у телеканалі «Бетмен» у 1960-х роках.
Дозьє народився 13 лютого 1908 року в Омасі, штат Небраска.
Був нетривалий час одружений з Катарін Фолі 1929 року, поки вони не розлучилися через місяць. Тоді він був одружений з Джоан Фонтейн з 1946 року, поки вони не розлучилися в 1951 році. Потім він був одружений з Енн Разерфорд з 1953 року до своєї смерті в 1991 році.
Дозьєр помер 23 квітня 1991 року після удару в Санта-Моніці, штат Каліфорнія, у віці 83 років.